# Cecylia z Meklemburgii-Schwerinu
Cecylia Augusta Maria z Meklemburgii-Schwerinu (ur. 20 września 1886 w Schwerinie, zm. 6 maja 1954 w Bad Kissingen), księżniczka Meklemburgii-Schwerinu, księżna pruska jako żona następcy tronu Niemiec Wilhelma, syna niemieckiego cesarza Wilhelma II.
Była córką wielkiego księcia Fryderyka Franciszka III z Meklemburgii-Schwerinu i wielkiej księżnej Anastazji Michajłowny Romanownej. Jej starszą siostrą była Aleksandra, królowa Danii.
Księżniczka Cecylia wyszła za mąż za księcia Wilhelma. Ślub odbył się 6 czerwca 1905 roku w Berlinie. Para doczekała się szóstki dzieci:
- księcia Wilhelma Fryderyka Franciszka Pruskiego (1906–1940), który zrzekł się praw do tronu i zginął we Francji w czasie II wojny światowej, męża Doroty von Salviati,
- Ludwika Ferdynanda, księcia Prus (1907–1994), męża Kiry Kiriłłownej Romanowej,
- księcia Huberta Karola Wilhelma Pruskiego (1909–1950), męża (1) Marii Anny von Humboldt-Dachroeden, (2) Magdaleny Pauliny Reuß zu Köstritz,
- księcia Fryderyka Jerzego Wilhelma Krzysztofa Pruskiego (1911–1966), męża lady Brigid Guinness,
- księżniczki Aleksandryny Ireny Pruskiej (1915–1980), z zespołem Downa,
- księżniczki Cecylii Wiktorii Anastazji Zyty Thyry Adelajdy Pruskiej (1917–1975)

W 1906 roku Cecylia została patronką niemieckiego liniowca SV Herzogin Cecilie.